# Montealtosuchus
Montealtosuchus був вимерлим родом наземних крокодилоподібних. Він був відкритий у 2004 році в басейні Бауру в Бразилії з кампан-маастрихтських відкладень формації Адамантина. Вид був описаний у 2007 році та віднесений до родини Peirosauridae.
Ця скам'янілість, знайдена в 2004 році поблизу міста Монте-Альто в штаті Сан-Паулу, дуже добре збереглася і досить повна. Найважливіше те, що було знайдено матеріал черепа, і це може допомогти встановити зв’язок між цим викопним зразком і сучасними крокодилами. Він виріс приблизно до 2 метрів у довжину і був би активним хижаком дрібніших тварин, включаючи динозаврів. Можливо, він був більш наземним, ніж його сучасні родичі, використовуючи свою напівпряму ходу, щоб переслідувати здобич.